# جی‌اف‌ئی استیل

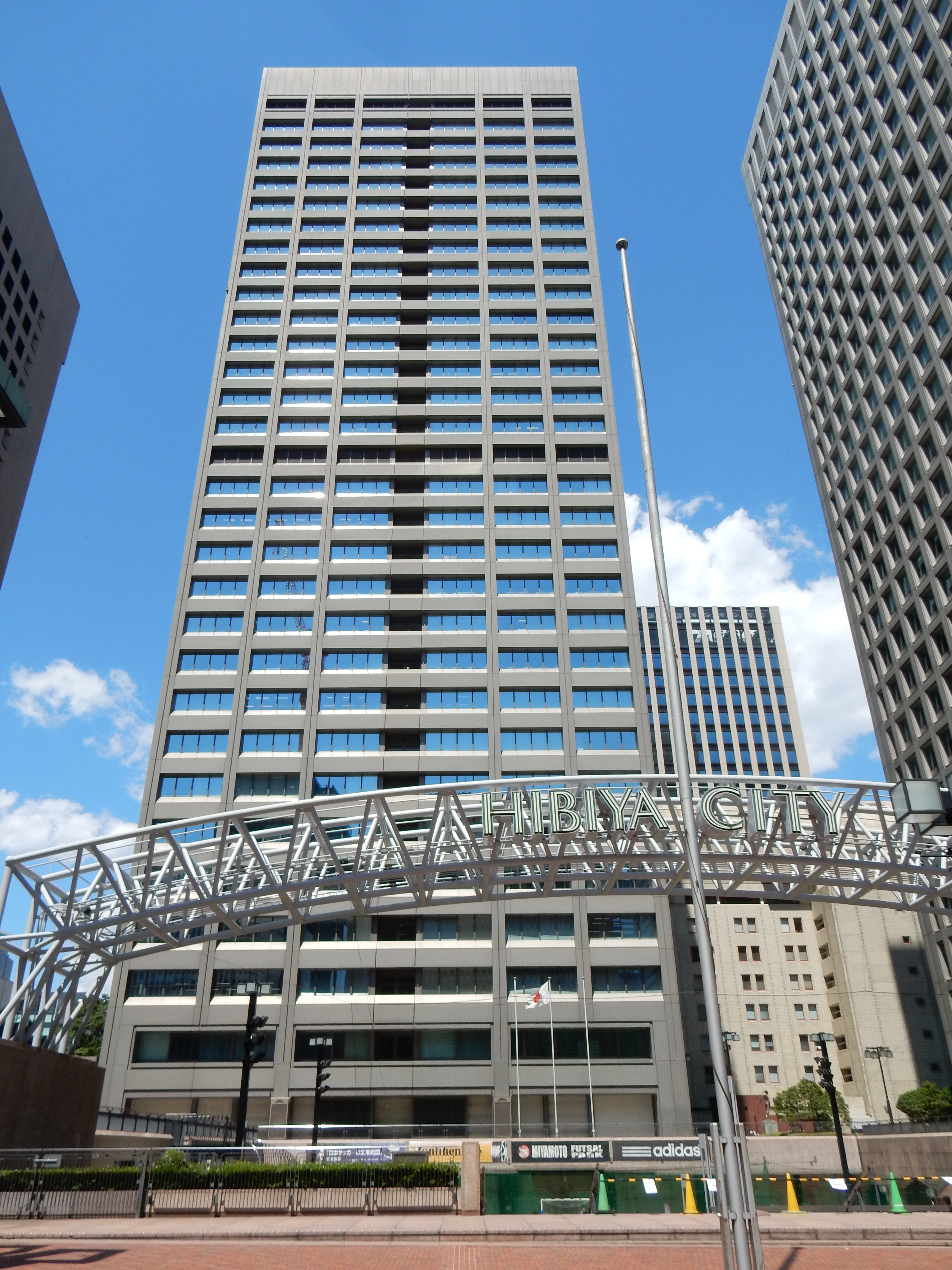
دفتر مرکزی در ساختمان بین‌المللی هیبیا، توکیو

جی‌اف‌ئی استیل (انگلیسی: JFE Steel) دومین شرکت تولیدکننده فولاد ژاپنی پس از نیپون استیل است. این شرکت در سال ۲۰۰۲ از ادغام شرکت‌های فولاد کاوازاکی و ان‌کی‌کی تأسیس شد. این شرکت متعلق به جی‌اف‌ئی است که در بورس اوراق بهادار توکیو فهرست شده است.